# Tolmezzo
Tolmezzo (friülà Tumieç) és un municipi italià, dins de la província d'Udine. És situat dins la Val Tagliamento, a la Cjargne. L'any 2007 tenia 10.763 habitants. Limita amb els municipis d'Amaro, Arta Terme, Cavazzo Carnico, Lauco, Moggio Udinese, Verzegnis, Villa Santina i Zuglio.

## Administració
| Període | Identitat    | Partit      |
| ------- | ------------ | ----------- |
| 2004-   | Sergio Cuzzi | Centredreta |

## Personatges il·lustres
- Renzo Tondo, president de Friül-Venècia Júlia.